# Operação Carvalho

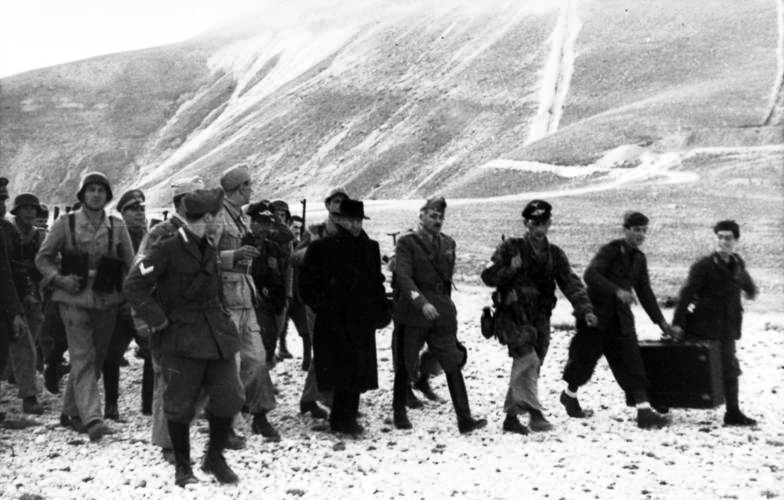
Mussolini sendo resgatado pelos pára-quedistas alemães.

Operação Carvalho (em alemão Unternehmen Eiche, em italiano Operazione Quercia) foi o nome de código da operação militar para resgate do ditador italiano Benito Mussolini por paraquedistas alemães em 12 de setembro de 1943, durante a Segunda Guerra Mundial. A ação foi ordenada pessoalmente por Adolf Hitler, planejada pelo major Mors Harald, aprovada pelo general Kurt Student e comandada pelo SS-Obersturmbannführer (tenente-coronel) Otto Skorzeny.

## História
Em 25 de julho de 1943, algumas semanas após a invasão Aliada da Sicília e o bombardeio de Roma, o Grande Conselho do Fascismo italiano votou pela deposição de Mussolini e sua substituição pelo marechal Pietro Badoglio. Mussolini foi preso por ordens do rei Vitor Emanuel.
Depois de sua prisão, ele foi conduzido e detido em vários lugares da Itália por seus captores. Por ordens de Hitler, que queria uma missão de resgate, e escolhido pessoalmente pelo Führer e por Ernst Kaltenbrunner, Otto Skorzeny passou a rastreá-lo. Interceptando uma mensagem italiana em código, Skorzeny conseguiu identificar o local de sua última detenção como o Hotel Campo Imperatore, numa estação de esqui nos Apeninos, no maciço de Gran Sasso, bem no interior dos Apeninos.
Comandada no solo pelo tenente conde Otto von Berlepsch, os alemães pousaram seus dez planadores DFS 230 nas montanhas próximas ao hotel e dominaram os guardas sem que um único tiro fosse disparado. Os carabinieri italianos de guarda receberam ordens de não dispararem de um general italiano, Fernando Soleti, que os alemães haviam trazido consigo. Skorzeny atacou os operadores de rádio e cumprimentou Mussolini com a frase "Duce, o Führer me mandou aqui para libertá-lo" ao que o ditador respondeu "Eu sabia que meu amigo não ia me abandonar!".
O Duce foi embarcado num pequeno monomotor Fieseler Fi 156 Storch STOL  junto com Skorzeny e levado para Viena, na Áustria, onde foi instalado no Hotel Imperial e teve uma recepção de herói.
O sucesso da operação proporcionou aos nazistas uma rara oportunidade de relações públicas e propaganda positiva naquela altura da guerra, especialmente para Hermann Goering, o comandante da Luftwaffe. Otto Skorzeny recebeu pessoalmente uma grande parte da publicidade, foi promovido a Sturmbannführer (tenente-coronel), e condecorado com a Cruz de Cavaleiro da Cruz de Ferro. Sua fama a partir daí lhe fez ter na imprensa nazista também o título de "O homem mais perigoso da Europa" e de "Herói de guerra ariano".
Benito Mussolini criou o governo de um Estado-fantoche fascista na região da Itália ocupada pelos nazistas, a República Social Italiana, que durou até sua captura e morte em abril de 1945.

## Imagens

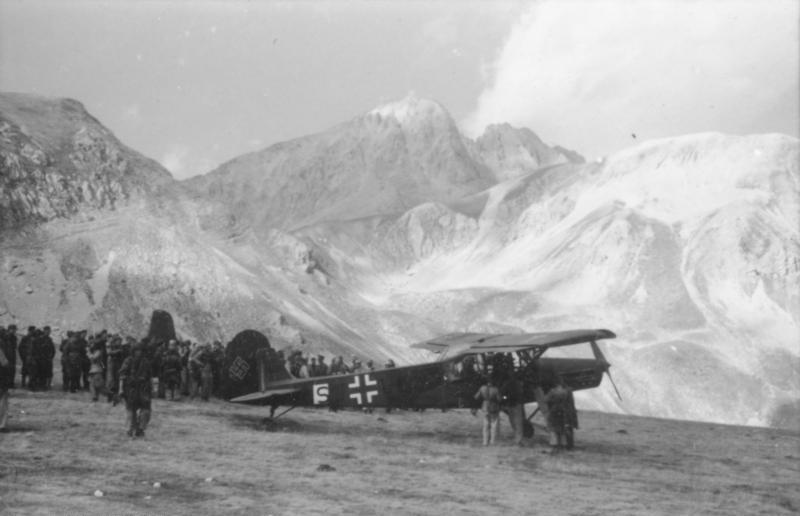
O Fieseler Fi 156 Storch pronto para decolar
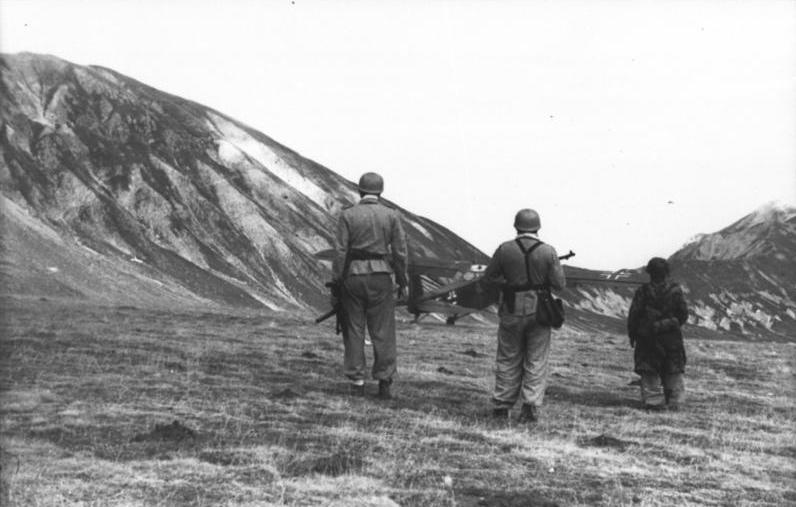
Pára-quedistas alemães e, ao fundo, o pequeno avião com o qual Mussolini foi levado
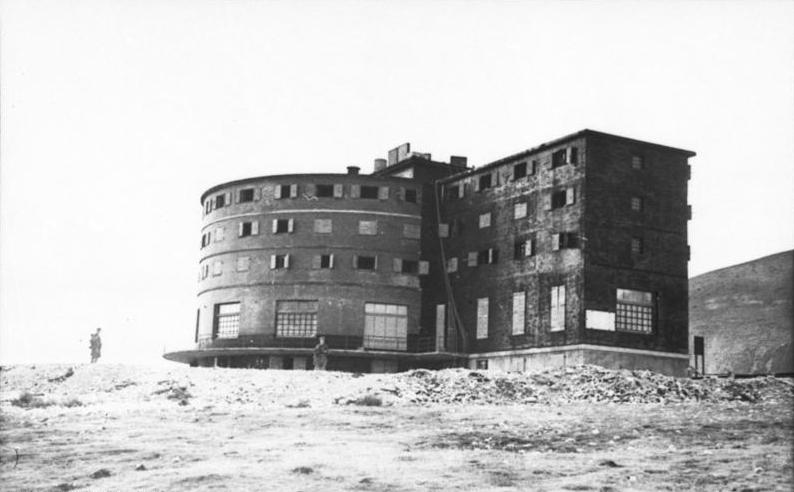
O hotel Campo Imperatore, onde Mussolini era prisioneiro, fotografado pelos alemães no dia de sua libertação
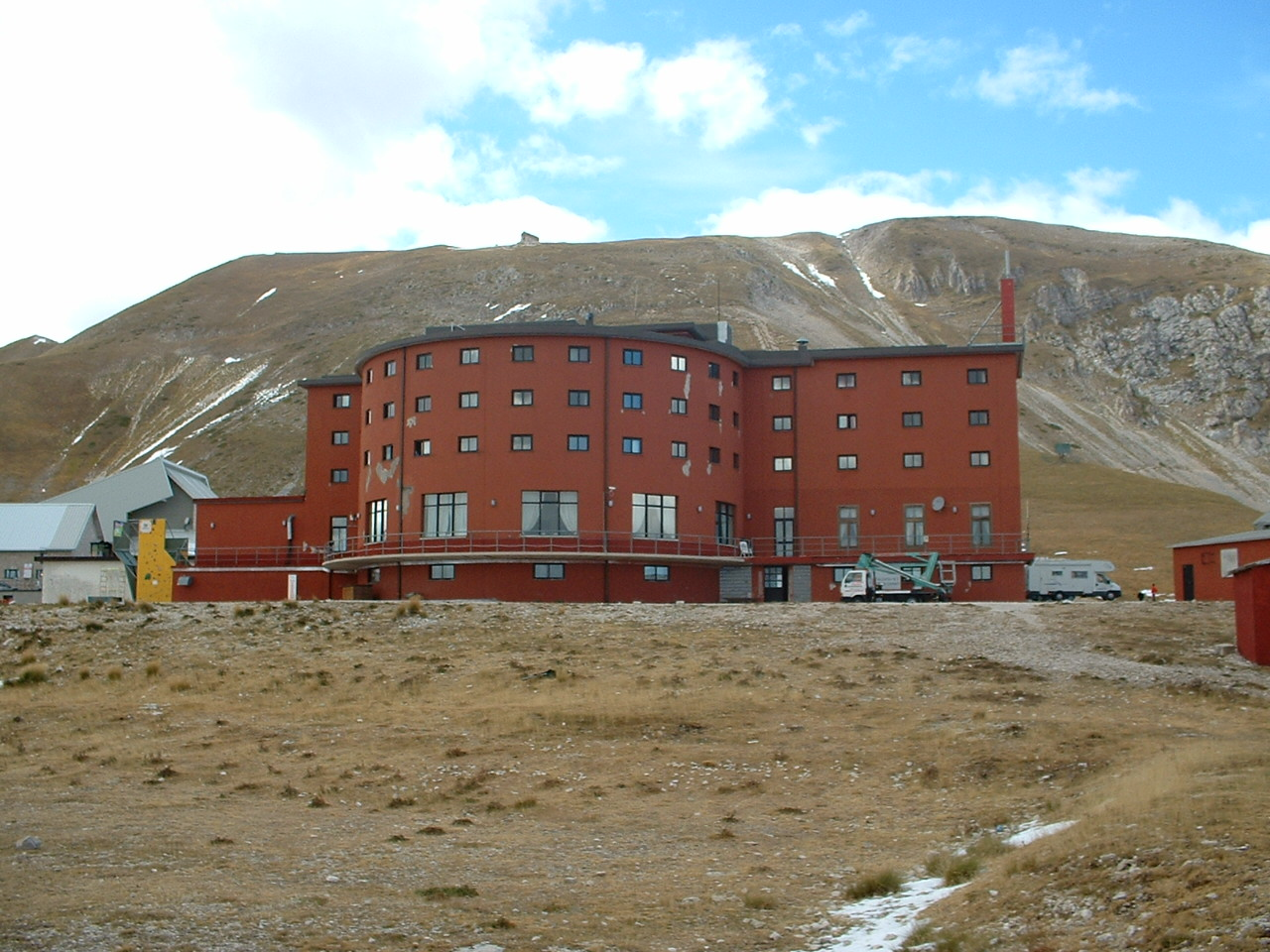
O hotel Campo Imperatore, em 2007